# Искужин, Рудик Газизович
Рудик Газизович Искужин (баш. Рудик Ғәзиз улы Исҡужин; род. 28 июля 1950) — российский государственный деятель. В 2004—2013 годах — член Совета Федерации — представитель от Государственного Собрания — Курултая Республики Башкортостан.

## Биография
Родился 28 июля 1950 года в деревне Таймасово Кумертауского (ныне Куюргазинского) района Башкирской АССР.
В 1965—1969 годах учился в Горно-механическом техникуме в городе Кумертау. После окончания техникума около года работал в Эстонской ССР в Силламяэ.
В 1969—1971 годах служил в советской армии в танковом полку в Латвии.
В 1976 году окончил Высшую Краснознамённую школу КГБ СССР, в 1985 году — Краснознамённый институт КГБ, где учился в одной группе с Владимиром Путиным, будущим президентом России. В качестве сотрудника КГБ был в двух командировках в Афганистане в 1980—1984 годах и 1985—1988 годах.
Состоял членом Коммунистической партии Советского Союза( КПСС).
До 1992 года служил в органах госбезопасности. Впоследствии защищал внешнеэкономические интересы госкомпаний — «Газпрома», «Транснефти», «Машиноимпорта». С 2002 по 2004 годы как заместитель генерального директора «Машиноимпорта» принимал участие в восстановлении экономики Афганистана. Как говорил сам Искужин, ему удалось добиться заключения трёх контрактов на поставку российских автомобилей.
С февраля 2004 года — член Совета Федерации от правительства Башкортостана, с декабря 2006 года — от Государственного собрания Башкортостана. Заместитель председателя комиссии по контролю за обеспечением деятельности Совета Федерации. Член комитета по правовым и судебным вопросам.
До назначения в Совет Федерации был советником секретаря генерального совета центрального исполнительного комитета партии «Единая Россия». Заместитель председателя центральной контрольно-ревизионной комиссии «Единой России».
Владеет английским, арабским, персидским, португальским языками.

### Семья
Происходит из рода Кинзи Арслана, сподвижника Емельяна Пугачёва и участника Крестьянской войны 1773—1775 годов.
Женат, отец двух дочерей. Жена — Светлана Касимова, с которой познакомился в Уфимской школе МВД на занятиях, — тренер по карате, обладатель чёрного пояса, мастер спорта. Дядя — один из первых Героев Советского Союза среди башкир — Гафиатулла Арасланов, участник советско-финской войны 1939—1940 годов.

## Награды
Награждён орденом Красной Звезды, двумя медалями «За боевые заслуги», орденами «Звезда» Демократической Республики Афганистан.